# Pelochyta fergusoni
Pelochyta fergusoni är en fjärilsart som beskrevs av Watson och Goodger. Pelochyta fergusoni ingår i släktet Pelochyta och familjen björnspinnare. Inga underarter finns listade i Catalogue of Life.